# Martinho Ghizzo
Martinho Herculano Ghizzo (Tubarão, 29 de setembro de 1935) é um médico e político brasileiro.
Filho de Afonso Ghizzo e de Alice Furtado Ghizzo. Casou com Altina Augusta Teixeira Ghizzo.
Foi deputado à Assembleia Legislativa de Santa Catarina na 8ª legislatura (1975 — 1979), na 9ª legislatura (1979 — 1983), e na 10ª legislatura (1983 — 1987).